# Червона книга Донецької області. Тваринний світ
«Червона книга Донецької області. Тваринний світ» — науково-інформаційне видання, що вийшло друком 2017 року та містить інформацію про тварин Донецької області, які потребують охорони. Книга складається зі вступу, а також з нарисів про конкретних представників фауни в Донецькій області.
Червона книга Донецької області містить інформацію про 374 види рідкісних та зникаючих тварин, серед яких 189 належать до Червоної книги України.
Видання, подібно до низки регіональних Червоних книг (як то Червона книга Харківської області, Червона книг Буковини, Червона книга Українських Карпат), не є офіційним документом, а виконує наукову й прикладну роль завдяки описам та ілюстраціям рідкісних тварин.

## Тварини, що потребують особливої охорони в Донецькій області
Молюски
1. Cochlicopa nitens	Агатівка широка
2. Pupilla triplicata	Равлик моховий	тризубий
3. Aegopinella minor	Равлик блискучий малий
4. Helicopsis dejecta	Равлик степовий схиловий
5. Cochlodina laminata	Равлик замкнений блискучий
6. Discus ruderatus	Равлик дисковидний звичайний
7. Nesovitrea hammonis	Равлик блискучий покреслений
8. Helicopsis martynovi	Равлик степовий Мартинова
9. Gyraulus rossmaessleri	Котушка Россмесслера
10. Gyraulus acronicus Котушка зігнута
11. Gyraulus laevis Котушка гладенька
12. Sphaerium personatum	Горошинка сплющена
Ракоподібні
13. Lepidunis apus Щитень весняний
Павуки
14. Atypus muralis Атіпус	мураліс
15. Atypus piceus	Атіпус піцеус
16. Eresus kollari Ерезус	колларі
17. Uloborus walckenaerius Улоборус Валкенера
18. Latrodectus tredecimguttatus Каракурт
19. Argiope lobata Аргіопа лобата
20. Argyroneta aquatica Павук-сріблянка
21. Dolomedes fimbriatus Доломедес фімбріатус
22. Dolomedes plantarius	Доломедес плантаріус
23. Zodarion thoni Зодаріон тоні
24. Micrommata virescens	Мікромата зелена
25. Synema globosum Сінема глобозум
Комахи
26. Nigrobaetis (Takobia) muticus Баетіс мутікус
27. Cloeon (Similecloeon) simile Клоеон сіміле
28. Paraleptophlebia submarginata	Паралептофлебія субмаргіната
29. Serratella ignita Серрателла вогняна
30. Ephemera vulgata Ефемера звичайна
31. Caenis luctuosa Ценіс	луктуоза
32. Zwicknia bifrons Цвікнія дволика
33. Lestes macrostigma Лютка великовічкова
34. Coenagrion scitulum Стрілка гарна
35. Epitheca bimaculata Епітека двоплямиста
36. Leucorrhinia pectoralis Білоноска болотна
37. Sympetrum danae Тонкочеревець	чорний
38. Sympetrum fonscolombei Тонкочеревець Фонсколомба
39. Ameles heldreichi Амелес Хелдриха
40. Onconotus laxmanni Лаксманів севчук
41. Aphelocheirus aestivalis Афелохірус літній
42. Osmylus fulvicephalus	Осміл жовтоголовий
43. Mantispa lobata Мантіспа лобата
44. Taphoxenus gigas Тафоксенус великий
45. Carabus (Morphocarabus) excellens Турун чудовий
46. Platycerus caraboides Рогачик жужелицеподібний
47. Sisyphys schaefferi Сізіф Шеффера
48. Chioneosoma pulvereum	Хрущ мучнистий
49. Protaetia lugubris Бронзівка мармурова
50. Protaetia hungarica Бронзівка	угорська
51. Protaetia aeruginosa	Бронзівка велика зелена
52. Gnorimus variabilis Пістряк чорний
53. Pygopleurus vulpes Хрущик-лисичка
54. Omias borysthenicus Оміас дніпровський
55. Barypeithes lebedevi Баріпеітес Лебедєва
56. Ergates faber Вусач-тесляр
57. Cerambyx scopolii Малий дубовий вусач
58. Plateumaris bracata Платеумаріс браката
59. Cryptocephalus octomaculatus Скритоголов восьмиплямистий
60. Cryptocephalus pini Скритоголов сосновий
61. Chrysochares asiatica	Хрізохарес азіатський
62. Timarcha tenebricosa Листоїд	чорнотілковий
63. Argopus bicolor Агропус двокольоровий
64. Colias myrmidone Жовтюх шапранець
65. Muschampia tessellum Головчак мозаїчний
66. Pyrgus sidae Головчак	Сида
67. Euphydryas aurinia Рябець Авринія
68. Euphydryas maturna Рябець великий, Матурна
69. Arethusana arethusa Оксамитниця Аретуса
70. Melanargia russiae Мереживниця російська
71. Pseudophilotes vicrama Синявець Вікрама
72. Phengaris arion	Синявець Аріон
73. Phengaris alcon	Синявець Алькон
74. Polyommatus anteros Синявець	Антерос
75. Smerinthus ocellatus	Вічковий бражник
76. Utetheisa pulchella	Ведмедиця червонокрапкова
77. Chelis maculosa	mannerheimi	Ведмедиця плямиста Маннергейма
78. Colpa sexmaculata Сколія	шестикрапкова
79. Scolia fuciformis Сколія	фуциформіс
80. Parnopes grandior Парнопес	великий
81. Stilbum cyanurum Стильбум	синій
82. Hedychrum nobile	Гедихрум	благородний
83. Chrysis zetterstedti Хризис Цеттерштедта
84. Chrysis comparata Хризис компарата
85. Chrysis fulgida	Хризис	блискучий
86. Chrysis pulchella Хризис гарний
87. Pterocheilus phaleratus	Птерохеілус прикрашений
88. Katamenes dimidiatus	Катаменес	половинчастий
89. Jucancistrocerus caspicus	Юканцістроцерус	каспійський
90. Bembix olivacea	Бембікс	середземноморський
91. Andrena (Andrena) nycthemera	Андрена	чорно-біла
92. Andrena (Euandrena) colonialis	Андрена	колоніальна
93. Andrena (Ulandrena) osychniukae	Андрена	Осичнюк
94. Andrena (Euandrena) asperula Андрена	шершава
95. Andrena (Melandrena) albopunctata Андрена	білоплямиста
96. Andrena (Scitandrena) scita Андрена	витончена
97. Camptopoeum friesei	Камптопеум Фрізе
98. Halictus (Tytthalictus) asperulus	Галікт шершавий
99. Halictus (Hexataenites) resurgens	Галікт відроджений
100. Evylaeus (Truncevylaeus) corvinus	Евилеус воронячий
101. Lasioglossum (Ebmeria) costulatum	Ласіоглосум реберчатобокий
102. Halictus (Mucoreohalictus) mucoreus	Селадонія щільноопушена
103. Pseudapis bispinosa	Псевдапіс	двошиповий
104. Icteranthidium laterale	Іктерантідіум	широкий
105. Hoplitis (Alcidamea) caularis	Гоплітіс	стебловий
106. Osmia (Neosmia) bicolor	Осмія	двокольорова
107. Osmia (Erythrosmia) andrenoides	Осмія	андреноподібна
108. Colletes nasutus Колет носатий
109. Melitta (Cilissa) budensis Меліта будська
110. Macropis (Macropis) frivaldskyi Макропіс Фрівалдського
111. Dasypoda (Megadasypoda) braccata Дазипода шаровидна
112. Anthophora (Pyganthophora) erschowi Антофора	Єршова
113. Eucera (Synhalonia) velutina Евцера	(Довговуса бджола) оксамитова
114. Ammobates (Ammobates) vinctus	Амобатес	оперезаний
115. Nomada pectoralis Номада	пекторальна
116. Mallota eurasiatica Малота євроазійська
117. Merodon alexandri Зубарик Олександра
118. Doros profuges Дорос сітчастий
119. Bombylius sticticus Бренівка стіктікус
120. Dalmannia marginata	Далманія окантована
Риби
121. Anguilla anguilla Річковий вугор
122. Ballerus ballerus	Синець
123. Ballerus sapa	Клепець
124. Aspius aspius	Білизна
125. Petroleuciscus borysthenicus	Бобирець звичайний
126. Leuciscus idus	В'язь
127. Phoxinus phoxinus Гольян	звичайний
128. Misgurnus fossilis	В’юн звичайний
129. Barbatula barbatula	Слиж	європейський
130. Silurus glanis	Сом	європейський
131. Babka gymnotrachelus Бичок-гонець
Земноводні
132. Lissotriton vulgaris Тритон	звичайний
133. Bombina bombina	Кумка	звичайна
134. Bufo bufo Ропуха звичайна
135. Bufo viridis Ропуха зелена
136. Hyla arborea Рахкавка звичайна
137. Rana arvalis Жаба гостроморда
Плазуни
138. Emys orbicularis Черепаха болотяна
139. Anguis fragilis Веретільниця	ламка
Птахи
140. Gavia arctica Гагара	чорношия
141. Podiceps ruficollis	Пірникоза	мала
142. Podiceps nigricollis	Пірникоза	чорношия
143. Podiceps grisegena Пірникоза сірощока
144. Botaurus stellaris	Бугай
145. Nycticorax nycticorax Квак
146. Egretta alba	Чепура	велика
147. Egretta garzetta Чепура мала
148. Ardea purpurea Чапля	руда
149. Ciconia ciconia Лелека білий
150. Cygnus olor	Лебідь-шипун
151. Cygnus cygnus Лебідь-кликун
152. Tadorna tadorna Галагаз
153. Pernis apivorus Осоїд
154. Falco subbuteo Підсоколик великий
155. Falco columbarius Підсоколик	малий
156. Falco vespertinus Кібчик
157. Porzana parva	Погонич	малий
158. Crex crex Деркач
159. Charadrius dubius Пісочник малий
160. Lymnocryptes minimus	Баранець малий
161. Larus melanocephalus Мартин середземноморський
162. Larus ridibundus Мартин звичайний
163. Larus genei	Мартин	тонкодзьобий
164. Chlidonias niger Крячок чорний
165. Chlidonias leucopterus Крячок білокрилий
166. Chlidonias hybrida Крячок білощокий
167. Athene noctua	Сич хатній
168. Dendrocopos minor Дятел малий
169. Riparia riparia Ластівка берегова
170. Calandrella cinerea Жайворонок малий
171. Melanocorypha calandra Жайворонок степовий
172. Motacilla feldegg Плиска чорноголова
173. Ficedula hypoleuca Мухоловка строката
174. Ficedula parva Мухоловка мала
175. Oenanthe pleshanka Кам'янка лиса
176. Oenanthe isabellina Кам'янка	попеляста
177. Phoenicurus phoenicurus Горихвістка звичайна
178. Aegithalos caudatos Синиця довгохвоста
179. Remiz pendulinus Ремез
180. Parus ater Синиця чорна
181. Carpodacus erythrinus Чечевиця
Ссавці
182. Talpa europaea Кріт європейський
183. Neomys fodiens Рясоніжка велика
184. Spermophilus pygmaeus Ховрах малий
185. Dryomys nitedula Вовчок лісовий